# Bazar Jom'eh
Bāzār Jom'eh (farsi بازارجمعه) è una città dello shahrestān di Masal, circoscrizione Shanderman, nella provincia di Gilan. Aveva, nel 2006, una popolazione di 3.866 abitanti. 